# Mađarska ženska softbolska reprezentacija
Mađarska ženska softbolska reprezentacija predstavlja državu Mađarsku u športu softbolu.
Krovna organizacija: A Magyar Országos baseball és softball szövetség hivatalos honlapja

## Postave

### EP 2007.
Gyimes, Balassa, Balatoni, Ev. Papacsek, Radics, Ag. Szanto, Popradi, Szanto, Balog, Abosi, Cserhati, Reisinger, Bates, Al. Szanto, Toth, Er. Papacsek, Metzger

## Nastupi na EP
- divizija "B", Prag 1997.: -
- divizija "B", Antwerpen 1999.: -
- divizija "B", Beč 2001.: -
- divizija "B", Saronno, Italija 2003.: -
- divizija "B", Prag 2005.: 8.
- divizija "B", Zagreb 2007.:

## Vanjske poveznice
- Postava na EP 2007.  Arhivirana inačica izvorne stranice od 19. kolovoza 2007. (Wayback Machine)
- Mađarski savez za bejzbol i softbol